# Блакос
Блакос (на испански: Blacos) е община, разположена в провинция Сория, автономна област Кастилия и Леон, Испания. Според преброяването от 2004 г. на Националния институт по статистика на Испания общината има население от 44 жители.